# Novatorskaja (Troitskaja-lijn)
Novatorskaja (Russisch: Новаторская) is een station van de geplande Troitskaja-lijn van de Moskouse metro. Het station ligt onder de Leninski Prospekt ter hoogte van de Oelitsa Novatorov.

## Geschiedenis
In 2012 werden twee okroegen ten zuiden van de MKAD door Moskou geannexeerd. Om deze een aansluiting op de metro te bieden werd besloten om met een nieuwe lijn, de Kommoenarka-radius, de vervoerscapaciteit te vergroten. Zodoende kunnen de extra reizigers uit de nieuwe woonwijken worden vervoerd zonder de bestaande lijnen extra te belasten. Deze reizigers zouden dan ten zuiden van de Grote Ringlijn over de nieuwe lijn reizen en zich bij het noordelijke eindpunt Oelitsa Novatorov via de Grote Ringlijn verdelen. 
In 2014 zijn afspraken gemaakt met Chinese investeerders over de bekostiging van deeltraject 1 ( Oelitsa Novatorov – Kommoenarka), waarbij de Chinezen de gelden en bouwvakkers beschikbaar zouden stellen in ruil voor de gunning van bouwprojecten langs de lijn waarmee ze de investering zouden kunnen terugverdienen. Na de devaluatie van de Roebel ging hier in november 2014 een streep door en werd het project op kosten van de gemeente  voortgezet. 
In november 2017 werd besloten om de lijn toch binnen de Grote Ringlijn door te trekken met het oog op een voorgesteld OV-knooppunt bij ZiL, hierdoor was Oelitsa Novatorov niet langer een eindpunt. Op 17 april 2018 werd de aanleg van deeltraject 1 gegund aan JSC Mosinzjproject, dat eind 2018 met de aanleg begon,
Op 10 augustus 2022 wijzigde burgemeester Sobjanin de naam van het station van Oelitsa Novatorov in Novatorskaja, waarmee het dezelfde naam kreeg als het station aan de Grote Ringlijn. Het station werd op 7 september 2024 geopend en het is de bedoeling dat de hele lijn tussen ZiL en Kommoenarka doorgaand berijdbaar is rond de jaarwisseling 2024/2025.     

## Ligging en inrichting
Het station ligt bij bij de kruising van de lijn met de Grote Ringlijn en maakt een overstap tussen beide lijnen mogelijk. Het eilandperron ligt ten zuiden van het kruispunt Leninski Prospekt/Oelitsa Novatorov en is uitgevoerd als een moderne versie van de duizendpoot, het standaard ondergrondse station uit de tijd van Nikita Chroesjtsjov. Ten noorden van het kruispunt liggen twee doorgaande sporen en twee kopsporen. Het westelijke spoor is via een wissel verbonden met een kruiswissel die aan de zuidkant voor de aanvankelijk als keersporen bedoelde sporen ligt. Het binnenste van deze keersporen is nog steeds een kopspoor, de andere dient na het besluit van november 2017 als doorgaand spoor voor metroverkeer richting het noorden. Het oostelijkste spoor is eveneens een kopspoor dat aan de zuidkant aansluit op een verbindingsspoor naar de Grote Ringlijn. Tussen dit verbindingsspoor en het doorgaande spoor naar het noorden ligt een wisselpaar waarover materieel naar en van de nieuwe lijn kan worden gebracht.

## Chronologie
- 17 april 2018 gunning van de uitvoering van de bouw en installatiewerk van het  traject  Oelitsa Novatorov – Kommoenarka aan JSC  Mosinzjproject.
- Eind 2018: Begin van de stationsbouw
- 25 november 2019 : Begin van de tunnelbouw tussen Oelitsa Novatorov en  Oeniversitet Droezjby Narodov.
- 3 december 2020 : Tunnelboormachine Svetlana bereikt de bouwput van Oelitsa Novatorov, de tunnel is gereed.
- 6 februari 2022: De houten bekisting in de bouwput vliegt in brand.
- 7 oktober 2022: Tunnels aan de noordkant tussen het station en Vavilovskaja zijn gereed.
- 7 september 2024: Opening van het station voor het metroverkeer naar het zuiden.